# Raven (Fernsehserie)
Raven ist eine US-amerikanische Fernsehserie, die von Columbia Pictures Television für CBS produziert wurde. Zwischen 1992 und 1993 entstanden insgesamt 20 Episoden in zwei Staffeln mit Jeffrey Meek und Lee Majors in den Hauptrollen. Zu den Gaststars der Serie gehörten unter anderem Rex Linn, Kelly Hu, Elizabeth Berkley und Vanessa Angel.

## Handlung
Jonathon Ravens Eltern wurden in Japan von der Yakuza-Geheimorganisation Black Dragon getötet, als dieser 12 Jahre alt war. Er trainiert daraufhin Karate, infiltriert die Organisation und kann die Mörder seiner Eltern töten. Ravens Freundin Aki bringt ihren neugeborenen Sohn vor den Yakuza in Sicherheit, kann ihm vor ihrem Tod aber keine Nachricht mehr zukommen lassen. Er schließt sich den US Army Special Forces an und erfährt erst zehn Jahre später von seinem verschollenen Sohn. Auf der Suche verschlägt es ihn schließlich nach Hawaii, wo er sich gemeinsam mit dem Privatdetektiv Jablonski auch gegen weitere Angriffe von Black Dragon verteidigen muss. 